# HTTP 451
HTTP 451 Unavailable For Legal Reasons (No disponible por razones legales en inglés) es un código de estado del protocolo HTTP mostrado cuando el usuario pide un recurso que no se puede servir por razones legales, como una página web censurada por el gobierno. El número 451 es una referencia a la novela de Ray Bradbury llamada Fahrenheit 451, en la cual los libros son ilegales.
 El código 451 puede entenderse como una variante más específica del código HTTP 403. Este código de error está estandarizado en el RFC 7725.
Algunos ejemplos de situaciones en que se puede mostrar un código de estado HTTP 451 son los sitios web bloqueados por ser un peligro para la seguridad nacional, o los sitios web bloqueados por violar el copyright, la privacidad, o alguna orden judicial.
El RFC especifica que una respuesta 451 no indica si el recurso existe pero ha sido bloqueado, si el recurso fue eliminado por razones legales y ya no existe más, o si el recurso nunca existió, pero que están prohibidas las discusiones sobre ese tema. Algunos sitios retornaban anteriormente el código HTTP 404 o similares para este tipo de situaciones, como una táctica usada en el Reino Unido por algunos proveedores de internet que usan la lista negra del Internet Watch Foundation, que retorna un código 404 u otros en vez de mostrar un mensaje indicando que el sitio está bloqueado.
El código de estado 451 fue propuesto formalmente en 2013 por Tim Bray, siguiendo las anteriores proposiciones informales de Chris Applegate en 2008 y Terence Eden en 2012. Fue aprobado por el IESG el 18 de diciembre de 2015. Fue publicado en el RFC 7725 en febrero de 2016.